# خانه میریانزاده
خانه میریانزاده از بناهای تاریخی دوره قاجار است و در شهر قزوین واقع شده‌است. این بنا در سال‌های اخیر توسط سازمان میراث فرهنگی مرمت شد و به عنوان موزه هنر و پایداری مورد استفاده قرار گرفته‌است. در این موزه آثار تجسمی از جنگ ایران و عراق به نمایش گذاشته شده‌است.